# 送金小切手

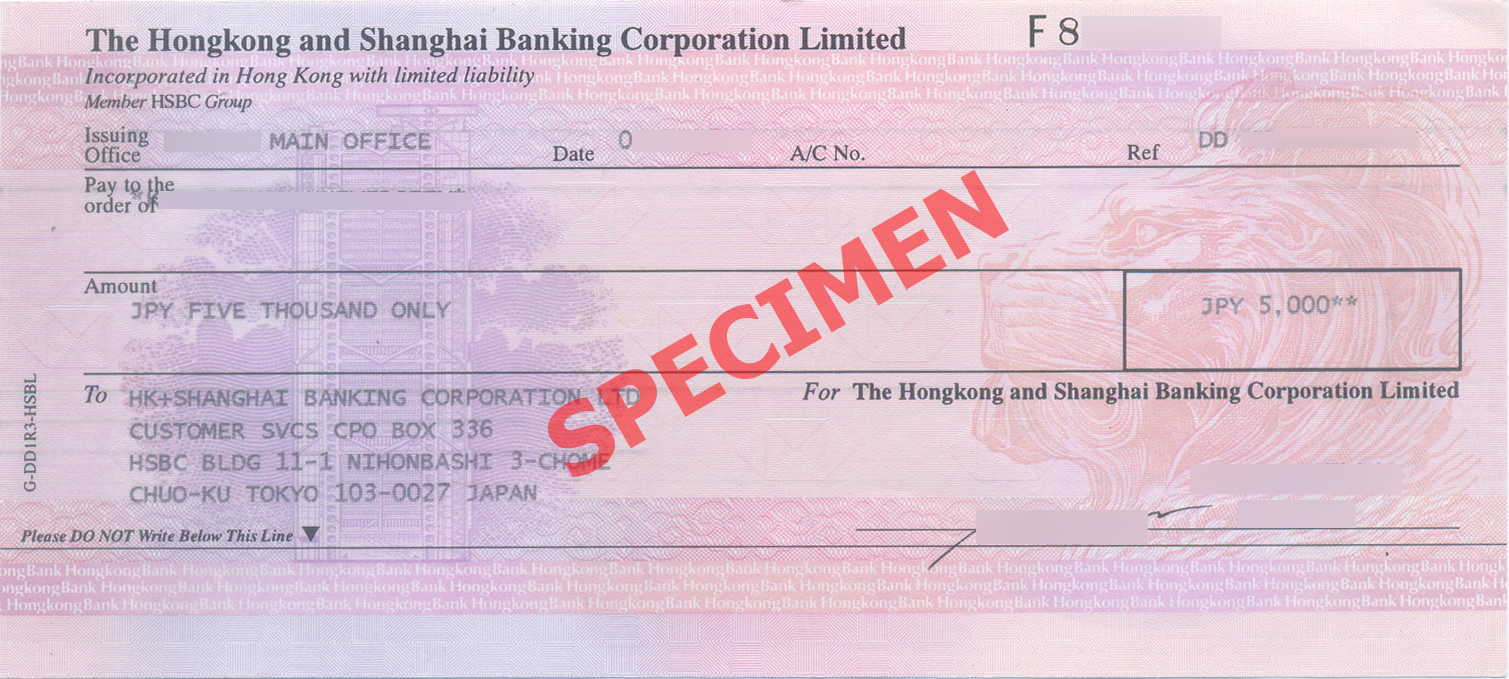
香港上海銀行マニラ支店が発行した送金小切手、日本円建て

送金小切手（そうきんこぎって、英語:Demand Draft）は、小切手の一種で、金銭を遠隔地の受取人に送付したい者（送金人）が、現金に代えて受取人へ送付するための小切手である。当座預貯金の契約者が自らの小切手帳で振り出す小切手とは異なり、振出人は小切手法の適用される銀行等となる。

## 方法
送金人が銀行等に、支払場所となる銀行等の本支店（受取人に便利な場所の店舗）1店を指定し、送金額と手数料を払い込んで発行される。送金人はこれを自ら受取人に送付し、受取人はこれを支払場所に提示して（または銀行等で取り立てて）現金を受け取ることができる。
このような送金小切手の送付による内国送金を並送金（なみそうきん）といい、郵政サービスにおける郵便為替と類似の制度である。
預貯金口座を持たない受取人へ送金するための制度であるが、口座・銀行等相互間の電信送金（口座振込）のシステムが充実した日本においては、受取人が預貯金口座を持っている場合、一般に口座振込の方がより簡便である。一方、送金小切手による送金は、小切手を通信文や文書帳票類と同封して送付できる点で便利な制度である。

## その他
事業者が受領した送金小切手は、送金為替手形、預金小切手等と同様、貸借対照表においては現金として扱われる。